# Jedle pod Okrouhlíkem
Jedle pod Okrouhlíkem je památný strom u obce Trokavec. Jedle bělokorá (Abies alba Mill.) roste severovýchodně od obce v nadmořské výšce 620 m v lesním porostu mezi vrchem Okrouhlík a bývalou střelnicí Kolvín. Strom je vysoký asi 45 m, obvod kmene je 400 cm (měření 2021).
Jedle je památným stromem od 11. prosince 2021 pro svůj vzrůst a stáří.